# Nino Fiore
Nino Fiore, nome d'arte di  Antonio Mazzone (Napoli, 27 febbraio 1936 – Napoli, 28 luglio 2003), è stato un cantante italiano.

## Biografia
Nipote del grande posteggiatore Pietro Mazzone, nel 1957 partecipa alla Piedigrotta La Canzonetta, ottenendo successo con il brano 'O lupo (Sgueglia-Alfieri). Nel 1961 prende parte al Maggio Canoro Napoletano con la canzone 'Nu munno 'npace. Nel 1962 firma il primo contratto discografico con l'etichetta Phonorosy e partecipa alla prima edizione del Pulcinella d'oro con i brani Giuvinuttiello e Sì comm'o sole, eseguite con Gino Denise e Ida Fiorini. Nel 1963 partecipa alla Barca d'oro con 'Na pazziella e 'O zingariello abbinato a Pino Mauro e Nando Paduano. Lo stesso anno ritorna al Pulcinella d'oro con Lampara oscura e Dint'o core abbinato a Tony Astarita e Gino Denise. Nel 1964 incide il primo dei sei 33 giri dell'antologia Napoli eterna melodia, dove canta brani tratti dall'antico repertorio di Salvatore Di Giacomo, Ferdinando Russo, Mario Nicolò, Libero Bovio, Ernesto Murolo. Nel 1964 ritorna alla Barca d'oro con Anema mia e Incantesimo a mare, con Antonio Sonnino e Gino Valli. Partecipa alla manifestazione anche nel 1965, con i brani Suonname, Vecchio pianino e 'Nu ricordo abbinato a Maria De Luca, Piero Festa e Gino Valli, nel 1966 con i brani Rossa 'e fuoco e Po' bene e tutt' 'e dduje abbinato a Franco D'Ambra e Tony Russo, e nel 1967 con il brano 'A malanova. Nello stesso anno si unisce alla compagnia di sceneggiata di Liliana e Lino Crispo che opera, come stabile, al Teatro Duemila di Napoli.

## Un disco per l'estate
Nel corso della carriera prende parte a diverse edizioni del concorso Un disco per l'estate. Nel 1966 presenta il brano Suonno 'e piscatore, nel 1967 Accarezzame nun me vasà, nel 1971 con Preghiera 'e marenaro, nel 1972 con Nemico d' 'o mare.

## Festival della Canzone Napoletana
È stato in gara in varie edizioni del Festival della Canzone Napoletana in più edizioni. Nel 1966 partecipa con Canzone senza fine abbinato a Antonella D'Agostino, e Te chiammavo furtuna abbinato a Nunzio Gallo. Nel 1967 partecipa con Tu core mio abbinato a Alberto Roscani. Nel 1969 si aggiudica il secondo posto con 'Nu peccatore abbinato a Tony Astarita, e l'ottavo posto con Cara busciarda abbinato a Mario Trevi. Nel 1970 ritorna al festival con Ricordo 'e 'nnammurato e Malacatena, entrambe in abbinamento a Mario Trevi. Nel 1971 doveva presentare Calamita nera abbinato a Mario Abbate, ma il Festival fu sospeso dalla Rai.

## La televisione e le incisioni
Nel 1965, con l'etichetta Phonotype, incide una nuova antologia di sei volumi, intitolata Napoli eterna melodia, dedicata alla canzone classica napoletana. I suoi brani di successi, presentati alle varie gare canore più altri brani inediti sono racchiusi nella serie discografica Canta Napoli. Nel decennio tiene tournée in Italia e all'estero, in particolare in America del nord e Australia. Nel 1981, dopo un periodo di silenzio discografico, passa all'etichetta Nuova New York che lo inserisce nel cast del Festival di Napoli 1981, organizzato dalla DAN, dove presenta il brano Mandolino mandolino. Nel 1983 prende parte alla prima edizione della trasmissione Napoli prima e dopo, dedicata, per l'occasione, a Libero Bovio, interpretando Chiove. Ritorna allo stesso spettacolo tre anni dopo, con il brano Piscatore 'e Pusilleco. Nel 1986 canta il brano Santa Lucia d' 'e marenare nella colonna sonora del film Il camorrista di Giuseppe Tornatore, con Ben Gazzara. Il brano viene inserito nell'album Amarti da lontano, inciso con l'etichetta Gulp.

## Le ultime incisioni e la malattia
Dopo la partecipazione alla manifestazione Dieci big per dieci nuove canzoni, dove propone i brani  'A chella sera e 'O palummiello, inizia a diminuire le sue apparizioni per una grave forma di depressione. Per seri problemi di salute, si ritira definitivamente dall'attività. 
Muore a Napoli il 28 luglio 2003.

## Discografia parziale

### Singoli
- 1962 - 'Na sera 'a Margellina/Figliole 'e Napule (Phonorosy, AS 504)
- 1962 - T'aggia scurdà (I'll never sing again)/Vintunora (Phonorosy, AS 519)
- 1962 - Lampara oscura/'Sta musica (Phonorosy, AS 520)
- 1962 - Piccerè mò tocca a te/Perdurtamente (Phonotype, PH 55)
- 1962 - 'O palummiello/Me l'ha fatto pure a mme (Phonotype, PH 57)
- 1962 - 'Na pazziella/'O cacciatore (Phonotype, PH 64)
- 1962 - Tempesta nera/Nustalgia 'e chitarra (Phonotype, PH 65)
- 1963 - 'Sta gelusia/Quatt'anne ammore (Phonotype, PH 90 )
- 1965 - Duie giuramente/... E te lassaie (Leon Disco, ASF 16)
- 1965 - 'A vita mia/Serenata all'acqua 'e mare (Leon Disco, ASF 17)
- 1965 - E' frennesia/Niente cchiù (Leon Disco, ASF 18)
- 1965 - 'O preputente/Te spusato a n'ato (KappaO, K 10034)
- 1965 - Tuorna 'a casa/Ero 'nnucente (KappaO, K 10035)
- 1966 - Suonno 'e piscatore/E' 'nu peccato (KappaO, CA 10045)
- 1966 - Te chiammavo furtuna/E' a verità (KappaO, CA 10048)
- 1966 - Canzone senza fine/Pò bene e tutt''e dduie (KappaO, CA 10049)
- 1967 - Accarezzame nun me vasà/Aspettame (KappaO, CA 10050)
- 1967 - Tu core mio/Cient'anne e 'nu juorno (KappaO, CA 10052)
- 1967 - 'A malanova/Natale senza 'e te (KappaO, CA 10056)
- 1967 - Forse dimane/Schiavitù (KappaO, CA 10064)
- 1967 - E' l'ammore ca se ne va/Staie preganno pe' me (KappaO, CA 10065)
- 1968 - Lassame sta'/Passarrà (KappaO, CA 10069)
- 1968 - Tradimento/E' n'anno o è 'nu minuto (KappaO, CA 10070)
- 1968 - Pianino 'e primmavera/Pesce 'e cannuccia (KappaO, CA 10072)
- 1968 - Acqua 'e maggio/Vucchella 'e calamita (KappaO, CA 10074)
- 1969 - 'Nu peccatore/Scetate ammore mio (KappaO, CA 10103)
- 1969 - ... per un amore troppo grande/... e poi domani (KappaO, CA 10108)
- 1970 - Core scuntento/'Mmaculatina (KappaO, CA 10113)
- 1971 - Preghiera 'e marenaro/Priggiuniero 'e te (KappaO, CA 10116)
- 1971 - Calamita nera/Traditore (KappaO, CA 10117)
- 1971 - Stornella (1ª e 2ª parte) (KappaO, CA 10119)
- 1971 - Pentimento 'e carcerato/Viento 'e mare (KappaO, CA 10120)
- 1972 - Nemico d''o mare/Chitarra 'mpruvvisata (KappaO, CA 10123)
- 1973 - Rose d'ammore/'O domatore (Odeon/EMI, 17921)
- 1976 - Signora Margellina/Primma 'e chiudere 'a nuttata (Bellarecord, BR 183)
- 1981 - Povero mandulino/Fatte scurdà (Nuova New York PN 4561)

### Album
- 1969 - Canta Napoli, volume 1 (KappaO, SCT 30006)
- 1971 - Canta Napoli, volume 2 (KappaO, SCT 30008)
- 1972 - Canta Napoli, volume 3 (KappaO, SCT 30010)
- 1972 - Canta Napoli, volume 2 (KappaO, SCT 30011)
- 1972 - I successi di Nino Fiore (KappaO, SCT 30012)
- 1973 - Serenata napulitana, volume 1 (Odeon, 3C054-17944)
- 1974 - Turmiento, lacreme e ammore  (Odeon, 3C054-17985)
- 1974 - Canta Napoli, volume 5 (KappaO, SCT 30015)
- 1974 - Canta Napoli, volume 6 (KappaO, SCT 30016)
- 1975 - Bagliori del Golfo (Bellarecord, BRLP 10026)
- 1975 - Eternamente Napoli (Bellarecord, BRLP 10030)
- 1976 - Eternamente Napoli, volume 2 (Bellarecord, BRLP 10033)
- 1985 - Amarti da lontano (Gulp, KAL 1238) (contiene il brano Santa Lucia d' 'e marinare, colonna sonora del film Il camorrista di Giuseppe Tornatore, con Ben Gazzara.)